# The Ultimatum: Marry or Move On
The Ultimatum: Marry or Move On är en amerikansk realityserie vars första säsong hade premiär den 6 april 2022 på strömningstjänsten Netflix. Första säsongen består av tio avsnitt. Seriens andra säsong, även den bestående av tio avsnitt, hade premiär på Netflix den 23 augusti 2023.

## Handling
Serien följer sex par som sätter kärleken på prov genom att dejta andra för att på så sätt få reda på om paren är redo för giftermål.

## Medverkande
- Nick Lachey – programledare
- Vanessa Lachey – programledare